# L'Attrape-rêves
Pour l’article homonyme, voir L'Attrape-rêves (film).
Albums de Christophe Maé
Je veux du bonheur
(2013) La vie d'artiste
(2019)
Singles
1. Il est où le bonheur
Sortie : 7 avril 2016
2. La Parisienne
Sortie : 8 septembre 2016
3. Marcel
Sortie : 10 février 2017

L'Attrape-rêves est le quatrième album studio du chanteur français Christophe Maé, sorti le 13 mai 2016. Il contient sa chanson à succès Il est où le bonheur. 

## Liste des titres
1. L'Attrape-rêves - 4:01
2. La Parisienne - 3:26
3. Californie - 3:51
4. Il est où le bonheur - 4:09
5. Les Amis - 4:45
6. Marcel - 4:51
7. Lampedusa - 3:35
8. La Vallée des larmes - 3:34
9. 40 ans demain - 4:36
10. Ballerine - 4:01

## Classements hebdomadaires
| Classement (2016)            | Meilleure place |
| ---------------------------- | --------------- |
| Belgique (Flandre Ultratop)  | 49              |
| Belgique (Wallonie Ultratop) | 1               |
| France (SNEP)                | 1               |
| Suisse (Schweizer Hitparade) | 2               |

## Certifications
| Pays     | Association  | Certification | scope=col - Ventes/Équivalences |
| -------- | ------------ | ------------- | ------------------------------- |
| Belgique | BEA          | Or            | 10 000                          |
| Canada   | Music Canada | Or            | 40 000                          |
| France   | SNEP         | 3 × Platine   | 300 000                         |